# 伊東祐賢 (志摩守)
伊東 祐賢（いとう すけかた、寛文6年（1666年） - 宝永5年3月8日（1708年4月28日））は、江戸時代初期の旗本寄合席。諱は祐賢。幼名は松亀。通称は采女。官位は従五位下志摩守。最終的な石高は近江国栗太郡、甲賀郡、野洲郡、滋賀郡のうち5000石。日向国飫肥藩主家伊東家分家で祐豊系の旗本伊東家第2代目。
「伊東志摩守日記」により、伊東志摩守として知られ、徳川綱吉の小姓、中奥小姓を勤める。

## 生涯
伊東祐豊の4男として出生。母は原氏とされるが、父は正室に内藤政長の娘、継室に朝倉宣正の娘。継々室に三宅康盛の娘を迎えている。4男かつ庶子であったが、兄たちが早世したこともあり、寛文6年（1666年）に父が死去すると同年12月10日（1669年1月12日）に3歳で父の家督と家禄の知行3000石および蔵米2000俵を継ぐ。
延宝3年（1675年）に徳川家綱に初御目見えを済ませる。また延宝9年（1681年）に刊行された顕正系江戸鑑の御寄合衆に「四千五百石　伊東采女　にしのくほ」と掲載されている。
貞享元年10月晦日（1684年12月6日）に父同様に小姓に就任し、貞享4年12月18日（1688年1月20日）に従五位下志摩守に叙任される。元禄2年4月2日（1689年5月20日）に家禄のうち知行3000石を蔵米に改める。これにより、家禄は全て蔵米となり、知行地の日向国南方村と松永村は天領となる。また同年4月27日（1689年6月14日）に小姓を免じられ、元禄5年（1692年）に小姓に復す。元禄6年4月23日（1693年5月27日）に中奥小姓に転じ、同年11月14日（1693年12月10日）に中奥小姓を退いて寄合となる。
元禄10年7月26日（1697年9月12日）に荻原重秀主導で行われた元禄地方直により、蔵米5000石を近江国栗太郡、甲賀郡、野洲郡、滋賀郡のうち5000石に改められる。
宝永5年（1708年）死去。墓所は代々の葬地である麻布の春桃院。跡は祐詮が継いだ。

## 系譜
- 父：伊東祐豊
- 母：原氏
- 正室：酒井忠経 (兵部)の娘
  - 男子：伊東祐詮
- 生母不明
  - 女子：伊東祐連正室
  - 男子：石川豊故